# Ева (группа)
«Ева» — советская рок-группа, созданная в Свердловске в 1986 году. Состав группы — полностью женский. Группа входила в Свердловский рок-клуб. Прекратила существование в 1990 году.

## О группе
Группа «Ева» родилась из участниц ВИА «Нежность». Группа играла на танцах в ДК им. Я. М. Свердлова, в Свердловске. Но в 1986 году в этом же ДК провели 1-й фестиваль Свердловского рок-клуба, и девушки начали втайне репетировать под руководством Николая Зуева — опытного звукорежиссёра и великолепного гитарного мастера. Образцами для подражания были западные девичьи рок-группы. В 1986 году в состав группы вошли: Любовь «Любаня» Трифанова (гитара), Елена Смирнова (Бусыгина) (вокал), Ирина Ковтун (бас-гитара), Ольга Уфимцева (барабаны). Именно в таком составе группа с большим успехом выступила на II творческой мастерской рок-клуба 2 августа 1986 года. Через год «Ева» начала концертно-гастрольную деятельность.
Обязанности продюсера группы в тот период попробовал взять на себя барабанщик «Трека» и «Степа» Евгений Димов. Именно под его влиянием у группы чётко сформировался состав: поступившую в музучилище Ирину Ковтун сменили Ольга Надточий и гитаристка Наталья Тетерина. Бессменный звукорежиссёр группы Николай Зуев в это же время записывает тогдашнюю программу «Евы».
22-24 апреля 1988 года в компании с «Тяжёлым днём» и «Чёрным обелиском» группа «Ева» выступает на Фестивале «Металлопластика» (Свердловск, ДК УЗТМ). «Ева» удивила и потрясла всех собравшихся в зале, выехав на сцену на мотоциклах. Такое случилось впервые в истории рок-музыки СССР. Невзирая на усечённость состава (барабанщица Ольга Уфимцева отсутствовала из-за операции по удалению аппендицита), группа получила приз зрительских симпатий.
Успех «Евы» был закреплён выступлением на III рок-клубовском фестивале — 16 октября 1988 года группа выступала на дневном концерте в компании «Арторикса», «Экипажа» и «Красного креста». Невзирая на проблемы во время выступления, группа закрепила свои позиции и расширила армию поклонников среди аудитории металлистов.
Участвуя осенью 1988 года на фестивале «Мисс Рок — 88», проходившем в Киеве, получает приз как лучшая женская группа.
Группа работает в стиле глэм-рок и имеет все предпосылки для успешного завоёвывания новых поклонников, но в 1988 неожиданно распадается.
В 1989 году группа собирается вновь, в состав входят: Елена Бусыгина (вокал), Любовь Трифанова (гитара), Лариса Каракулова (бас) и Ольга Уфимцева (барабаны). В таком составе группа готовит новую программу, получившую название «Мы тоже имеем право на рок». Проходит вторая попытка записи материала, на этот раз — на студии NP-records под руководством Виктора Зайцева.
В это же время у Трифановой начинаются проблемы со здоровьем — серьёзно заболевает рука. «Ева» всем составом отправляется в Москву, где Трифанова успешно проходит курс лечения и восстанавливает руку. В это же время начинаются очередные пертурбации в составе — из группы уходит Елена Бусыгина, вместо неё пробует петь Наталья Тетерина. Однако активность группы уже стала снижаться.
В 1990 году группа была распущена. Позднее Трифанова закрепилась в составе группы «СерьГа», где играла до 1998 года.

## Состав группы

### 1986—1988
- Елена Смирнова (Бусыгина) — вокал
- Любовь Трифанова — гитара
- Наталья Тетерина — гитара, вокал
- Ирина Ковтун — бас (1986-87)
- Ольга Надточий — бас (1987-88)
- Ольга Уфимцева — барабаны
- Николай Зуев — звукорежиссёр

### 1989—1990
- Елена Бусыгина — вокал
- Любовь Трифанова — гитара
- Лариса Каракулова — бас
- Ольга Уфимцева — барабаны
- Николай Зуев — звукорежиссёр

## Дискография
- Ева-I (Запись в ДК «Урал») (1987)